# Ławeczka Wiesława Dymnego w Jaworzu
Ławeczka Wiesława Dymnego – pomnik upamiętniający postać Wiesława Dymnego, znajdujący się w Jaworzu, w części wsi o nazwie Nałęże, gdzie artysta się wychowywał. Umiejscowiony został w pobliżu szlaku na Błatnią w Beskidzie Śląskim.
Pomysłodawcą stworzenia ławeczki Wiesława Dymnego było Stowarzyszenie „Jaworze-Zdrój”, które pozyskało na ten cel dofinansowanie z funduszy UE oraz ze środków publicznych gminy Jaworze.
Ławeczka została zaprojektowana przez Marka Maślańca, a do jej odsłonięcia doszło 9 września 2022 roku. W wydarzeniu wzięła udział żona artysty – Anna Dymna.